# Gagea ugamica
Gagea ugamica là một loài thực vật có hoa trong họ Liliaceae. Loài này được Pavlov miêu tả khoa học đầu tiên năm 1950.